# 異數：超凡與平凡的界線在哪裡？
異數：超凡與平凡的界線在哪裡？（Outliers: The Story of Success）是麥爾坎·葛拉威爾的一本社會學著作，并由利特尔-布朗公司于2008年11月18日出版。该书曾登上纽约时报和环球邮报畅销书排行榜第一名。麥爾坎·葛拉威爾在書中廣為人知“一万小时定律”，即要成为某个领域的专家，關鍵在於需要10000小时的努力。麥爾坎·葛拉威爾在书中列举了微软联合创始人比尔·盖茨發家致富以及披頭四樂隊成名等事例來證明自己的觀點。不過這一觀點被麦克纳马拉（Brooke N.Macnamara）和梅特拉（Megha Maitra）等人質疑。 

## 內容
目次
前言──羅塞多之謎

PART 1　機會
第1章──好上加好的馬太效應
第2章──一萬個小時的努力
第3章──天才的迷思．Ι
第4章──天才的迷思．Π
第5章──猶太律師的啟示

PART 2　遺澤
第6章──以血還血
第7章──空中危機
第8章──稻米文化與數學能力
第9章──知識力學校

後記─從牙買加到加拿大

## 外部鏈接
- 官方网站